# Stan Becker
Stan Becker ist eine vierteilige deutsche Filmreihe mit Heinz Hoenig in der Hauptrolle, die zwischen 1998 und 2001 in Sat.1 ausgestrahlt wurde.

## Handlung
Stan Becker legt sein Amt als Polizeikommissar in Wuppertal nieder und ermittelt private Kriminalfälle. Er spielt einen sympathischen, kantigen aber eigensinnigen Ermittler, der gern mal zuschlägt. Die Sendung wurde 2001 nach vier Folgen von Sat.1 eingestellt.

## Kritiken
Rainer Tittelbach von tittelbach.tv meinte: „Ein Ruhrpott-Bulle im Schmuddel-Outfit, dessen Eigensinn ihn in die unmöglichsten Situationen bringt.[…] Die PR-Maschinerie tönt & gebiert Krimi-Kolportage.“
Die Kritiker der Fernsehzeitschrift TV Spielfilm vergaben eine mittlere Wertung (Daumen gerade) und meinten: „Gute Darsteller in müder TV-Routine.“

## Episodenliste
| Nr. | Originaltitel      | Erstausstrahlung | Regie             | Drehbuch                     |
| --- | ------------------ | ---------------- | ----------------- | ---------------------------- |
| 1   | Auf eigene Faust   | 27. Sep. 1998    | Frank Guthke      | Eberhard Jost, Martin Kluger |
| 2   | Echte Freunde      | 1. Apr. 1999     | Kaspar Heidelbach | Martin Kluger                |
| 3   | Ein Mann ein Wort  | 19. Jan. 2000    | Ralph Bohn        | Martin Kluger                |
| 4   | Ohne Wenn und Aber | 20. Jan. 2001    | Hartmut Griesmayr | Ecki Ziedrich                |